# BEC Recordings
BEC Recordings es una compañía discográfica estadounidense que promueve música cristiana. La compañía fue lanzada originalmente como mentalidad cara de Touch & Nail Records en 1997 desde entonces se ha expandido su propia identidad en la industria musical. Comenzó hace más de una década mucho más que el reinado de Jeremy Camp y Kutless.
Las siglas BEC significan "Brandon Ebel Company". BEC se creó originalmente como un catch-all para una etiqueta a los nuevos artistas.

## Artistas
- Adie
- Jeremy Camp
- Falling Up
- The Glorious Unseen
- Hawk Nelson
- Jaymes Reunion
- KJ-52
- Kutless
- Phillip Larue
- Jadon Lavik
- Mainstay
- Manafest
- Bebo Norman
- Seventh Day Slumber
- Chris Taylor
- Telecast
- The Museum